# 17. ročník udílení Cen Sdružení filmových a televizních herců
17. ročník udílení Cen Sdružení filmových a televizních herců se konal 30. ledna 2011 ve Shrine Exposition Center v Los Angeles v Kalifornii. Ocenění se předalo nejlepším filmovým a televizním vystoupením v roce 2010. Nominace oznámily dne 16. prosince 2010 herečky Rosario Dawson a Angie Harmon. Ceremoniál vysílaly stanice TNT a TBS.

## Vítězové a nominovaní
Tučně jsou označeni vítězové.

### Film
| Nejlepší mužský herecký výkon v hlavní roli | Nejlepší ženský herecký výkon v hlavní roli |
| --- | --- |
| - Colin Firth jako král Jiří VI.– Králova řeč - Jeff Bridges jako Reuben Cogburn – Opravdová kuráž - Robert Duvall jako Felix Bush – Snížit se - Jesse Eisenberg jako Mark Zuckerberg – The Social Network - James Franco jako Aron Ralston– 127 hodin | - Natalie Portmanová jako Nina Sayers – Černá labuť - Annette Beningová jako Dr. Nicole Allgood – Děcka jsou v pohodě - Nicole Kidmanová jako Becca Corbett – Králičí nora - Jennifer Lawrenceová jako Ree Dolly – Do morku kosti - Hilary Swank jako Betty Anne Walters – Odsouzení |
| Nejlepší mužský herecký výkon ve vedlejší roli | Nejlepší ženský herecký výkon ve vedlejší roli |
| - Christian Bale jako Dicky Eklund – Fighter - Jeremy Renner jako Jem Coughlin – Město - Mark Ruffalo jako Paul Hatfield – Děcka jsou v pohodě - Geoffrey Rush jako Lionel Logue– Králova řeč - John Hawkes jako Teardrop Dolly – Do morku kosti | - Melissa Leo jako Alice Ward – Fighter - Amy Adamsová jako Charlene Fleming – Fighter - Helena Bonham Carterová jako královna Elizabeth – Králova řeč - Mila Kunis jako Lily– Černá labuť - Hailee Steinfeld jako Mattie Ross – Opravdová kuráž                                     |
| Nejlepší obsazení ve filmu | |
| - Králova řeč – Anthony Andrews, Claire Bloom, Helena Bonham Carter, Jennifer Ehle, Colin Firth, Michael Gambon, Derek Jacobi, Guy Pearce, Geoffrey Rush a Timothy Spall - Černá labuť – Vincent Cassel, Barbara Hershey, Mila Kunis, Natalie Portman a Winona Ryder - Fighter – Amy Adams, Christian Bale, Melissa Leo, Jack McGee a Mark Wahlberg - Děcka jsou v pohodě – Annette Bening, Josh Hutcherson, Julianne Moore, Mark Ruffalo a Mia Wasikowska - The Social Network – Jesse Eisenberg, Andrew Garfield, Armie Hammer, Max Minghella a Justin Timberlake | |
| Nejlepší výkon kaskaderského souboru ve filmu | |
| - Počátek - Zelená zóna - Robin Hood | |

### Televize
| Nejlepší mužský herecký výkon v seriálu (drama) | Nejlepší ženský herecký výkon v seriálu (drama) |
| --- | --- |
| - Steve Buscemi jako Nucky Thompson – Impérium – Mafie v Atlantic City - Bryan Cranston jako Walter White – Perníkový táta - Michael C. Hall jako Dexter Morgan – Dexter - Jon Hamm jako Don Draper – Šílenci z Manhattanu - Hugh Laurie jako Dr. Gregory House – Dr. House | - Julianna Margulies jako Alicia Florrick – Dobrá manželka - Mariska Hargitay jako detektiv Olivia Benson – Zákon a pořádek: Útvar pro zvláštní oběti - Glenn Close jako Patty Hewes – Patty Hewes - nebezpečná advokátka - Elisabeth Mossová jako Peggy Olson – Šílenci z Manhattanu - Kyra Sedgwick jako Brenda Leigh Johnson – Closer |
| Nejlepší mužský herecký výkon v seriálu (komedie) | Nejlepší ženský herecký výkon v seriálu (komedie) |
| - Alec Baldwin jako Jack Donaghy – Studio 30 Rock - Ty Burrell jako Phil Dunphy – Taková moderní rodinka - Steve Carell jako Michael Scott – Kancl - Chris Colfer jako Kurt Hummel – Glee - Ed O'Neill jako Jay Pritchett – Taková moderní rodinka | - Betty Whiteová jako Elka Ostrovsky – Nouzové přistání - Tina Fey jako Liz Lemon – Studio 30 Rock - Edie Falco jako Jackie Peyton – Sestička Jackie - Jane Lynch jako Sue Sylvester – Glee - Sofía Vergara jako Gloria Delgado-Pritchett – Taková moderní rodinka                                                                       |
| Nejlepší mužský herecký výkon v minisérii nebo TV filmu | Nejlepší ženský herecký výkon v minisérii nebo TV filmu |
| - Al Pacino jako Jack Kevorkian – Doktor Smrt - John Goodman jako Neal Nicol – Doktor Smrt - Dennis Quaid jako Bill Clinton – Zvláštní vztahy - Édgar Ramírez jako Carlos – Carlos - Jackal Patrick Stewart jako Macbeth – Macbeth | - Claire Danesová jako Temple Grandin – Temple Grandinová - Catherine O'Hara jako teta Ann – Temple Grandinová - Julia Ormond jako Eustacia Grandin – Temple Grandinová - Winona Ryder jako Lois Wilson – Když láska nestačí: Lois Wilson - Susan Sarandon jako Janet Good – Doktor Smrt                                                 |
| Nejlepší obsazení (drama) | |
| - Impérium – Mafie v Atlantic City – Steve Buscemi, Kelly Macdonaldová, Michael Shannon, Shea Whigham, Aleksa Palladino, Michael Stuhlbarg, Stephen Graham, Vincent Piazza, Paz de la Huerta, Michael Kenneth Williams, Gretchen Mol, Paul Sparks, Anthony Laciura, Erik Weiner a Dabney Coleman - Dexter – Michael C. Hall, Julie Benz, Jennifer Carpenter, C. S. Lee, Lauren Vélez, David Zayas a Jon Tenney - Dobrá manželka – Christine Baranski, Josh Charles, Alan Cumming, Matt Czuchry, Julianna Margulies, Chris Noth a Archie Panjabi - Šílenci z Manhattanu – Jon Hamm, Elisabeth Mossová, Vincent Kartheiser, January Jones, Christina Hendricks, Jared Harris, Aaron Staton, Rich Sommer, Kiernan Shipka, Robert Morse a John Slattery - Closer – Kyra Sedgwick, J. K. Simmons, Corey Reynolds, Robert Gossett, G. W. Bailey, Tony Denison, Michael Paul Chan, Raymond Cruz a Jon Tenney                                                | |
| Nejlepší obsazení (komedie) | |
| - Taková moderní rodinka – Julie Bowen, Ty Burrell, Jesse Tyler Ferguson, Nolan Gould, Sarah Hyland, Ed O'Neill, Rico Rodriguez, Eric Stonestreet, Sofía Vergara a Ariel Winterová - Studio 30 Rock – Scott Adsit, Alec Baldwin, Tina Fey, Judah Friedlander, Jane Krakowski a Tracy Morgan - Glee – Max Adler, Dianna Agron, Chris Colfer, Jane Lynch, Jayma Mays, Kevin McHale, Lea Michele, Cory Monteith, Heather Morris, Matthew Morrison, Mike O'Malley, Chord Overstreet, Amber Riley, Naya Rivera, Mark Salling, Harry Shum mladší, Iqbal Theba a Jenna Ushkowitz - Kancl – Leslie David Baker, Brian Baumgartner, Creed Bratton, Steve Carell, Jenna Fischer, Kate Flannery, Ed Helms, Mindy Kaling, Ellie Kemper, Angela Kinsey, John Krasinski, Paul Lieberstein, B. J. Novak, Oscar Nuñez, Craig Robinson, Phyllis Smith, Rainn Wilson a Zach Woods - Nouzové přistání – Valerie Bertinelli, Jane Leeves, Wendie Malick a Betty Whiteová | |
| Nejlepší výkon kaskaderského souboru | |
| - Pravá krev - Status: Nežádoucí - Kriminálka New York - Dexter - Policajti z L. A. | |